# Сеговийский собор
Кафедральный собор Сеговии (Собор Явления Нашей Девы и святого Фрукта) (исп. Santa Iglesia Catedral de Nuestra Señora de la Asunción y de San Frutos) — католический собор, расположенный в городе Сеговия, в одноимённой провинции в центре Испании. Считается последним построенным в Испании готическим собором в стиле поздней, так называемой пламенеющей готики. Согласно ряду источников, последний большой готический собор, построенный в Европе.
Собор Святой Марии, существовавший на месте нынешнего и построенный в XII веке, был частично разрушен во время восстания городов, получившего названия «Восстание комунерос». В 1521 году было принято решение не заниматься восстановлением собора, а выстроить на его месте новый. От старого храма сохранилась галерея. Собор был заложен по приказу Карла I в 1525 году. Начал строительство саламанский архитектор Хуан Хиль де Онтаньон, а продолжил его сын Родриго Хиль де Онтаньон. Сооружение собора затянулось и длилось 243 года (хотя основные работы пришлись на 1525—1577 годы) вплоть до его завершения 16 июля 1768 года.
Размеры собора: длина — 105 метров, ширина — 50 м, высота — 33 м. Высота колокольни 88 метров. Первоначально колокольню венчал деревянный шпиль, а её общая высота достигала 108 метров. 18 сентября 1614 году во время грозы молния попала в башню и вызвала пожар, поэтому колокольню пришлось перестроить, после чего она стала на 20 метров ниже, а шпиль заменили современным каменным куполом. До середины XX века звонари жили в самой колокольне.
Главный фасад сооружения — западный. Его портал (исп. Puerta del Perdón) украшен изображением Девы Марии работы Хуана Гуаса. На юге расположен портал (исп. Puerta de San Geroteo), названный в честь первого епископа Сеговии. На севере (исп. Puerta de San Frutos) — вход, построен в XVII веке в честь покровителя города святого Фрукта.
Собор имеет три нефа с поперечным трансептом, имеет дополнительное левое крыло — сакристию, обходную галерею и 22 капеллы, украшенные картинами и скульптурами. В окнах — старинные витражи. За исключением ренессансного купола, возведенного в 1630 году, интерьер собора выдержан в едином готическом стиле.
Главный алтарь храма посвящён Святой Деве Марии Умиротворяющей (исп. Virgen de la Paz), изготовлен Франческо Сабатини из мрамора и яшмы. Этот алтарь украшен статуями сеговийских святых Фрукта, Герофея, Валентина и Эгнация. Среди капелл выделяется капелла Пресвятого Таинства (исп. capilla de Santísimo Sancramento) работы Хосе Чурригера, триптихом фламандца Амброзиуса Бенсона, а также статуей Христа, работы Мануэля Перейры. В хорах сохранились два больших барочных органа XVIII века и резные готические сиденья ещё от предыдущего собора. Внутри капеллы Оплакивание (исп. capilla de la Piedad) находится «Погребение Христа» работы Хуана де Хуни. В капелле Мертвого Христа (исп. capilla del Cristo Yacente) сохраняется одноимённая картина Грегорио Фернандеса, а в капелле Захоронение (исп. la capilla del Santo Entierro) — его же «Снятие с креста». В зале капитула (исп. Sala Capitular) коллекция фламандских гобеленов XVII века. В кафедральном музее, размещенном в старинной крытой галерее работы архитектора Хуана Гуасу, экспонируются произведения известных испанских художников Педро Берругете, Алонсо Санчеса Коэльо и придворного художника императора Карла V Бернарта ван Орлея. В музее есть коллекция ювелирных изделий толедских и сеговийских мастеров. В библиотеке собора хранятся средневековые рукописи XII века, включая и инкунабулы, среди которых первая книга Сеговии, отпечатанная в 1472 году.